# Linocarpon elaeidis
Linocarpon elaeidis är en svampart som beskrevs av Petr. 1952. Linocarpon elaeidis ingår i släktet Linocarpon, klassen Sordariomycetes, divisionen sporsäcksvampar och riket svampar.   Inga underarter finns listade i Catalogue of Life.